# Mughiphantes beishanensis
Mughiphantes beishanensis är en spindelart som beskrevs av Andrei V. Tanasevitch 2006. Mughiphantes beishanensis ingår i släktet Mughiphantes och familjen täckvävarspindlar. Inga underarter finns listade i Catalogue of Life.